# اولوانو دی لوملینا
اولوانو دی لوملینا (به ایتالیایی: Olevano di Lomellina) یک کومونه در ایتالیا است که در استان پاویا واقع شده‌است. اولوانو دی لوملینا ۱۵٫۴ کیلومتر مربع مساحت و ۸۳۰ نفر جمعیت دارد و ۱۰۵ متر بالاتر از سطح دریا واقع شده‌است.